# 云广庆
云广庆（1942年12月—），男，蒙古族，内蒙古土默特左旗人，中共党员，中华人民共和国政治人物。

## 人物经历
云广庆早年在内蒙古大学数学系就读，1966年9月，自大学毕业，并被分配到包头矿务局位在石拐区的第一中学任教师，其后历任该校教研组组长、教导主任、校长；1981年3月，云广庆加入中国共产党，并步入政坛，先后出任中共包头市石拐区委常委、副区长、副书记、区长、区委书记，在主政石拐区期间，区内老矿区煤炭资源日渐枯竭，区政府财政收入每况愈下；在他主张下，石拐区也通过发展非煤炭产业、兴办外向型企业改善了经济困境。
1993年5月，转任包头市青山区党委书记，在任期间，全区财政收入稳步增长；因表现优异，云广庆于1995年获得中共中央组织部表彰为“全国优秀县委书记”。1995年8月，升任包头市中级人民法院院长、党组书记。并最终以包头市人大常委会副主任的身份退休。退休后，云广庆曾担任包头市延安精神研究会会长。